# 今給黎久
今給黎 久（いまきいれ ひさし、1932年（昭和7年）2月24日 - 2013年（平成25年）7月19日）は、昭和から平成時代の政治家。実業家。新聞記者。鹿児島県枕崎市長。

## 経歴
枕崎市出身。鹿児島県立枕崎高等学校を経て、1956年（昭和31年）鹿児島大学文理学部を卒業し、サンケイ新聞大阪本社に入社。東京本社経済部次長、サンケイ商業新聞社報道部長、サンケイリビング新聞社編成局長などを歴任した。
1990年（平成2年）1月、枕崎市長に当選し、2002年（平成14年）1月まで3期務めた。

## 著作
- 『入門ファクシミリエイジ : 仕事のやり方が一変する時、あなたはどう対処するか』こう書房、1978年。
- 『シャープ先進技術頭脳集団』オーエス、1986年。
- 『株式会社神戸市はいま : 宮崎市政/躍進の秘密』オーエス、1987年。